# Departement Leefmilieu, Natuur en Energie
Het Departement Leefmilieu, Natuur en Energie (LNE) is een departement van de Vlaamse overheid dat verantwoordelijk is voor de voorbereiding en evaluatie van het Vlaamse milieubeleid en de aansturing en opvolging van de beleidsuitvoering. Het hoofd van dit departement is sinds juli 2009 Vlaams minister van Leefmilieu Joke Schauvliege; voordien was dat Hilde Crevits).
Het doel van het LNE is onder meer het beschermen van het leefmilieu (bodem, ondergrond, water en lucht) tegen verontreiniging en aantasting, het tegengaan van geluidshinder, de handhaving bij gevaarlijke, ongezonde of hinderlijke bedrijven et cetera. De Vlaamse dienst Dierenwelzijn behoort sinds 2014 tot het Departement LNE.

## Inbedding in Ministerie LNE
Formeel vormt het departement samen met enkele agentschappen zonder rechtspersoonlijkheid het Ministerie van Leefmilieu, Natuur en Energie. Deze agentschappen, het Agentschap voor Natuur en Bos, het Instituut voor Natuur- en Bosonderzoek (INBO) en het Vlaams Energieagentschap (VEA), staan hiërarchisch niet onder het departement, maar vallen rechtstreeks onder de minister. Het Beleidsdomein LNE omvat daarnaast nog vier verzelfstandigde agentschappen met rechtspersoonlijkheid.